# San Juan de la Encinilla
San Juan de la Encinilla és un municipi de la província d'Àvila, a la comunitat autònoma de Castella i Lleó.

## Demografia
| 1991 | 1996 | 2001 | 2004 |
| ---- | ---- | ---- | ---- |
| 168  | 151  | 129  | 123  |